# Cappella commemorativa di Giorgio VI
La cappella commemorativa di Giorgio VI fa parte della cappella di San Giorgio al Castello di Windsor. La cappella fu commissionata dalla regina Elisabetta II nel 1962 come luogo di sepoltura per suo padre, re Giorgio VI. Ospita gli ultimi luoghi di riposo del re Giorgio VI, della regina Elisabetta, la regina madre, della regina Elisabetta II, del principe Filippo, duca di Edimburgo e delle ceneri della principessa Margaret. È stata progettata da George Pace. La costruzione della cappella fu completata nel 1969.

## Storia
La cappella fu commissionata dalla regina Elisabetta II nel 1962. Gli architetti della cappella furono incaricati di progettarla per ospitare le spoglie di tre monarchi e delle loro consorti. Il suo segretario privato scrisse al decano di Windsor, Robin Woods, nel dicembre 1962 con due richieste; la prima era che il figlio maggiore della regina, il principe Carlo, fosse preparato per la cresima, e la seconda era che venisse trovato un luogo di riposo specifico per suo padre, re Giorgio VI. Dopo il suo servizio funebre presso la Cappella di San Giorgio, le spoglie di Giorgio VI furono trasferite nella Cripta Reale sotto la cappella. L'inaspettata morte di Giorgio VI precedette la designazione di un luogo deputato ad accoglierne la sepoltura.
La richiesta di Elisabetta II non venne accolta prima di cinque anni, poiché la sovrana desiderava che la Regina Madre evitasse la dolorosa esperienza di seppellire suo marito per la seconda volta. Inoltre non le piaceva l'idea di una tomba in marmo con effigi a grandezza naturale che erano tipicamente commissionate per i resti dei monarchi e preferiva semplici lastre intarsiate nel pavimento. Non essendoci spazio per la costruzione di un'altra cripta nella Cappella di San Giorgio, venne trovata una soluzione che prevedeva la costruzione di una cappella annessa alla Cappella di San Giorgio. Questa fu la prima aggiunta alla Cappella di San Giorgio dal completamento della stessa sul lato sud dal 1504.

## Progetto
Il progetto iniziale per la nuova cappella fu respinto dalla Royal Fine Arts Commission. Ciò comportò la costruzione di una piccola cappella rettangolare nella parete nord della navata su progetto di Paul Paget e John Seely, 2º barone Mottistone. Il secondo progetto, proposto dall'architetto George Pace, venne approvato e prevedeva la costruzione di una cappella tra la Rutland Chapel ed il coro nord della Cappella di San Giorgio. Il progetto di Pace, alto 5,48 metri, largo 3 metri e profondo 4,20 metri, venne completato nel 1969 in pietra di Clipsham. Le vetrate rosse e blu della cappella sono state progettate da John Piper e realizzate da Patrick Reyntiens. Il tetto della cappella è dipinto in bianco e nero e decorato con foglia d'oro. La cappella, una volta completata, è stata descritta da Robin Woods, decano di Windsor, come una continuazione "dei disegni gotici perpendicolari della cappella stessa, ma in un linguaggio del ventesimo secolo".

## Sepolture

### Re Giorgio VI (1969)

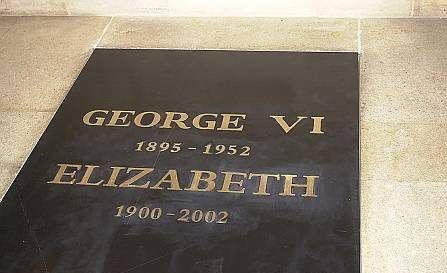
La vecchia targa commemorativa del re Giorgio VI e della regina Elisabetta, la Regina Madre, nella cappella commemorativa. Questa targa fu rimpiazzata da una nuova targa con l'aggiunta dei nomi della regina Elisabetta II e del principe Filippo dopo il funerale di Elisabetta II nel 2022

I resti di Giorgio VI furono trasferiti nella cappella commemorativa di nuova costruzione il 24 marzo 1969. La cappella fu costruita al costo di £25.000 dell'epoca, ed interamente pagata da Elisabetta II. Venne dedicata il 31 marzo 1969 in una cerimonia alla quale parteciparono la vedova di Giorgio VI, la regina Elisabetta, Regina Madre, e sua figlia la regina Elisabetta II, con suo marito il principe Filippo, duca di Edimburgo, ed i loro figli maggiori, il principe Carlo e la principessa Anna. Il re abdicatario, all'epoca Edoardo, Duca di Windsor, non venne invitato alla cerimonia. Louis Mountbatten, 1º conte Mountbatten di Birmania era assente a causa della sua partecipazione al funerale dell'ex presidente degli Stati Uniti, Dwight D. Eisenhower. Alla cerimonia hanno partecipato anche i Cavalieri dell'Ordine della Giarrettiera.
Il luogo di sepoltura di Giorgio VI venne segnato nella cappella da una pietra di marmo nero belga con la scritta "GEORGE VI" con sotto gli anni di nascita e morte. La cappella è contrassegnata da cancelli di ferro battuto con incise le parole "Ho detto all'uomo che stava alla porta dell'anno «Dammi luce affinché io possa camminare sicuro verso l'ignoto»" dal poema del 1908 The Gate of the Year di Minnie Louise Haskins. Le parole furono citate in particolare da Giorgio VI nel suo messaggio natalizio del 1939.

### La principessa Margaret e la regina Elisabetta, Regina Madre (2002)
Le ceneri della figlia minore di Giorgio VI, la principessa Margaret, contessa di Snowdon, furono deposte nella cripta reale della Cappella di San Giorgio il 15 febbraio 2002. Margaret fu il primo membro della famiglia reale ad essere cremato dopo la principessa Louise, duchessa di Argyll nel 1939. Venne cremata per assicurarsi che le sue spoglie potessero essere ospitate nella piccola cappella. La Regina Madre Elisabetta venne sepolta nella cappella il 9 aprile 2002, dopo il suo funerale all'Abbazia di Westminster. Contemporaneamente, le ceneri di Margaret furono deposte nella tomba dei suoi genitori.
La principessa Margaret ha una pietra di sepoltura separata dagli altri membri della famiglia reale sepolti nella cappella, che mostra il suo monogramma e le parole inglesi:
| In thankful remembrance of HER ROYAL HIGHNESS THE PRINCESS MARGARET COUNTESS OF SNOWDON BORN AUGUST 21ST 1930 DIED FEBRUARY 9TH 2002 |

### La regina Elisabetta II e il principe Filippo (2022)
In un servizio privato a cui hanno partecipato solo membri della famiglia reale, Elisabetta II è stata sepolta nella cappella commemorativa la sera del 19 settembre 2022 dopo il suo funerale di stato presso l'Abbazia di Westminster. Il marito di Elisabetta, il principe Filippo, morto il 9 aprile 2021, è stato deposto nella Cappella di San Giorgio dopo il suo funerale nella stessa cappella. È stato poi traslato nella cappella commemorativa il 19 settembre 2022 insieme alla regina Elisabetta II, sua moglie.
La vecchia pietra di marmo nero belga nella cappella è stata anche rimpiazzata da una nuova pietra, dello stesso materiale, che mostra una stella metallica dell'ordine della Giarrettiera, i nomi e le date di tutti i reali sepolti qui, come mostrato:
| GEORGE VI 1895–1952 ELIZABETH 1900–2002 ELIZABETH II 1926–2022 PHILIP 1921–2021 |